# Степной толстун
Степной толстун, или шарогла́в многобуго́рчатый (лат. Bradyporus multituberculatus) — насекомое из подсемейства шароголовых кузнечиков отряда прямокрылых. Эндемик Причерноморской провинции зоны степей. Занесён в Европейский Красный список, в Красную книгу РФ в категорию 1 (вид, находящийся под угрозой исчезновения).

## Описание
Крупное массивное насекомое. Длина тела самцов 50-80 мм, самок 40-60 мм (длина яйцеклада 14-22 мм). Окраска верха тела бронзово-чёрная, с буро-жёлтыми пятнами, которые обычно сливаются на брюшке в две продольные полосы. Реже встречаются особи, верхняя сторона тела которых является одноцветной, бронзово-чёрного цвета, но всегда с двумя продольными жёлтыми полосами на первом тергите брюшка. Ноги светлые. Голова шаровидной формы, выпуклая. Переднеспинка несёт на себе острые киляи по бокам, в вершинной части имеет четыре продольных рёбрышка. Крылья отсутствуют. Надкрылья являются рудиментарными и скрыты под переднеспинкой. Используются самцами и самками для произведения звуков — стрекотания. Ноги ходильные. Голени покрыты крупными шипами и мощно развитыми шпорами.

## Ареал
Вид эндемичный для Причерноморской провинции зоны степей.
Во второй половине XIX века степной толстун был широко распространен в южных степях России. Ареал на севере доходил до Воронежской губернии (Валуйки, 50°с. ш.), на востоке — до р. Волги, на юге — до побережья Чёрного и Азовского морей и предгорий Кавказа
К середине XX века ареал степного толстуна сильно сократился и в 1950-х годах на многих участках своего ареала он не был обнаружен. Документально подтвердилось присутствие вида только в Ростовской области (Сальская степь по рекам Большому и Малому Гашуну), Краснодарском (Таманский полуостров, близ Анапы) и Ставропольском (Невинномысск) краях, в республиках Северной Осетии (близ Моздока), Кабардино-Балкарии (близ Прохладного) и Чечне (окрестности поселка Горагорский близ Грозного). Последние документально подтвержденные находки вида относятся к 1959 году и были сделаны около Невинномысска.
На территории Кабардино-Балкарии известны находки данного вида из окрестностей Прохладного, где по данным в 1917 году за 26 дней в конце июля — августе было отловлено 26 особей этого вида.
Также имеются указания на находку вида из окрестностей Майского. Однако эти данные не подтверждены фактическим коллекционным материалом.
В Красной Книге РФ указано, что «последние находки вида относятся к 1959 году и сделаны близ Невинномысска». После этого длительное время достоверных находок не было, в связи с чем некоторые специалисты считали вид полностью вымершим. Однако в 2008 году степной толстун был снова найден, в Кабардино-Балкарской Республике, на территории Малой Кабарды — правобережье реки Терек, относящееся к степной зоне республики.
На территории Украины во второй половине XIX века был широко распространён в степной и на юге лесостепной зоны: Черкасская, Харьковская, Одесская, Херсонская, Донецкая области. Последние достоверные находки были сделаны в 1902 — 1906 годах в Одесской и Донецкой области. Находка в 1989 году в Каневском заповеднике требует подтверждения. Чрезвычайно редкий вид, который находится на грани вымирания, а возможно уже вымер на территории Украины.

## Местообитания
Заселяет целинные степи, преимущественно в местах с расчлененным рельефом, где возвышения перемежаются с впадинами. Типичным местообитанием являются разнотравно-дерновинно-злаковые растительные ассоциации. Также встречается в ковыльно-типчаковых и лугово-степных группировках. Предпочитает участки с густым травостоем и низкорослыми кустарниками.

## Биология
Активны преимущественно в ранние утренние и послеполуденные часы, когда спадает жара. Насекомые часто забираются на кусты или, при их отсутствии, на высокие травянистые растения. Пища личинок и имаго преимущественно растительная. Предпочитают злаки (овсяницу, сборную ежу и другие), отмечено питание также листьями шалфея, коровяка, подорожника, одуванчика, бодяка. На живых насекомых не охотятся, но у мертвых прямокрылых (в том числе своего вида) могут выгрызать брюшко.

## Жизненный цикл

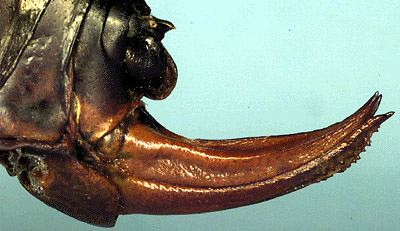
Яйцеклад самки степного толстуна

Брачное стрекотание самцов и спаривание происходит в июне. Пение самцов продолжается до глубокой темноты. Самцы и самки спариваются многократно. Яйцекладка происходит в июле-августе. Самки откладывает яйца в дернину небольшими группами по 6-8 штук. Суммарно одна самка может отложить 48-72 яйца. В природе эмбриональная диапауза может длиться более трёх лет. Зимуют яйца. Личинки выходят из яиц в конце апреля-начале мая. Личинки второго и третьего возрастов встречаются в середине мая, четвёртого возраста — в конце мая. Личинки последнего пятого возраста и первые имаго встречаются в начале июня.

## Охрана
Степной толстун занесен в Европейский красный список.
Включен в Красную книгу Украины, Российской Федерации. Также вид занесён в региональные Красные книги: Кабардино-Балкарии, Ставропольского края, Ростовской области, Краснодарского края, Республики Дагестан, Воронежской области.